# Medvedie
Medvedie é um município da Eslováquia, situado no distrito de Svidník, na região de Prešov. Tem 5,05 km² de área e sua população em 2018 foi estimada em 46 habitantes.

## Demografia
| Ano:        | 1994 | 2004 | 2014    | 2024   |
| ----------- | ---- | ---- | ------- | ------ |
| Broj ljudi: | 75   | 57   | 47      | 43     |
| Razlika:    |      | -24% | -17,54% | -8,51% |

| Ano:               | 2023 | 2024   |
| ------------------ | ---- | ------ |
| Número de pessoas: | 45   | 43     |
| Diferença:         |      | -4,44% |